# アーチボルド・グレーシー4世
アーチボルド・グレーシー4世（英語: Archibald Gracie IV, 1858年1月15日 - 1912年12月4日）は、アメリカの資産家、アマチュア歴史家、陸軍軍人。豪華客船タイタニック号の一等船室乗客であり、同船の沈没事故から生還したが、冷水に浸かった後遺症でまもなく死去した。

## 経歴

### タイタニック乗船まで
1859年1月17日にアラバマ州モービルに生まれる。グレーシー家はニューヨーク州の資産家の一族である。祖先のアーチボルド・グレーシーは現在ニューヨーク市長公邸となっているグレーシー・マンションの建設者として知られる。父のアーチボルド・グレーシー3世は、南北戦争中、南軍の准将だった人物でリッチモンド・ピータースバーグ方面作戦で戦死している。
ニューハンプシャー州コンコードの聖ポール学校を経てウェストポイント陸軍士官学校へ進学した。アメリカ陸軍第7連隊の大佐となる。不動産事業を手掛けつつ、アマチュアの戦史家としても活躍し、7年かけて『チカマウガについての真実』("The Truth About Chickamauga")を著した。
この本を書くために膨大な調査を行ったグレーシーは、休息を取るためにヨーロッパへの慰安旅行を行った。

### タイタニック乗船から沈没まで
その旅行からの帰国のために1912年4月10日にサウサンプトン港から豪華客船タイタニック号に一等船室C51の乗客として乗船した。
4月14日午後11時40分にタイタニックが氷山に衝突した際には自室で寝ていたが、衝撃で目を覚ましてボートデッキに様子を見に出ている。ボートデッキからAデッキに降り、そこで友人のジェイムズ・クリンチ・スミス(James Clinch Smith)から氷山に衝突したらしいことを聞かされた。グレーシーとスミスはエレベーターに乗った時に船が傾いていることに気づき、事態の深刻さを悟ったという。
この時代の航海には「庇護者のいない女性」（独身者や夫と一緒に乗船していない女性）は航海の初めに奉仕を申し出た男性にエスコートされるという文化があり、グレーシーも彼の妻の友人であるシャーロット・アップルトン(Charlotte Appleton)、マルヴィーナ・ヘレン・コーネル(Malvina Helen Cornell)、キャロライン・レーン・ブラウン(Caroline Lane Brown)の三姉妹の面倒を見ていた。そのためまずは彼女たちを探し回って見つけ出した。この際に彼女たちと一緒にいた、やはり「庇護者のいない女性」であったエディス・C・エヴァンズを紹介された。
乗客を婦女子優先でボートに乗り込ませるようにとの船長命令が出た後、グレーシーは彼女たちを連れてボートデッキ左舷のボートへ向かった。男性がボートに近づくのは禁じられていたため、ボートまでのエスコートは断念し、その場を仕切っていた六等航海士ジェームズ・ポール・ムーディに彼女たちを委ねた。
その後、食卓仲間のヘレン・キャンディーとエドワード・オースティン・ケント(Edward A. Kent)を探している時にスカッシュのプロだったフレデリック・ライト(frederick wright)と出くわし、翌朝にスカッシュコートの予約をしていたことを思い出して「予約はキャンセルした方がよいですかな」と声をかけた。ライトは「ええそうですね」と答えたという。
Aデッキでスミスと再会し、キャンディー夫人がすでにボートで脱出したことを知らされた。その後グレーシーとスミスは再びボートデッキ左舷に出て二等航海士チャールズ・ライトラーらがボートを降ろすのを手伝った。左舷の傾きが大きくなり、ライトラーが「お客様は右舷に移動を」との命令を発すると右舷へ移動したが、そこでボートに乗ったと思っていたキャロライン・ブラウンとエディス・エヴァンズを発見した。彼女たちからアップルトンやコーネルと離ればなれになった経緯を聞いた後、ちょうど船員が「もっとご婦人が乗れる余地があります」と叫んでいたため、エヴァンズを右、ブラウンを左にエスコートして左舷ボートへ向かった。やはり女性しか通してもらえなかったのでそこで彼女たちと別れた（この後ブラウンはボートに乗れたが、エヴァンズは命を落としている）。
その後再びスミスとともに右舷前部で航海士室の屋根の上の折り畳み式ボートを下すのを手伝い、船員が「誰かナイフをもっていないか」と叫ぶと携帯ナイフを貸している。タイタニックが本格的に傾いてきてデッキが海水に飲み込まれていく中、グレーシーとスミスは船尾の方へ向かって逃れようとしたが、途中で進めなくなり、航海士室の屋根に飛び乗ろうとするもスミスは失敗して海水にさらわれて命を落とした。グレーシーの方は「巨大な波」に合わせてジャンプすることで偶然にも航海士室の屋根に付いている鉄棒にしがみつくことに成功した。タイタニックがいよいよ沈んでいくと泳いでタイタニックから離れようとした。救命具と海中の船から上昇してくる空気に押されたことで海中に引き込まれるのは免れた。

### タイタニック沈没から生還まで

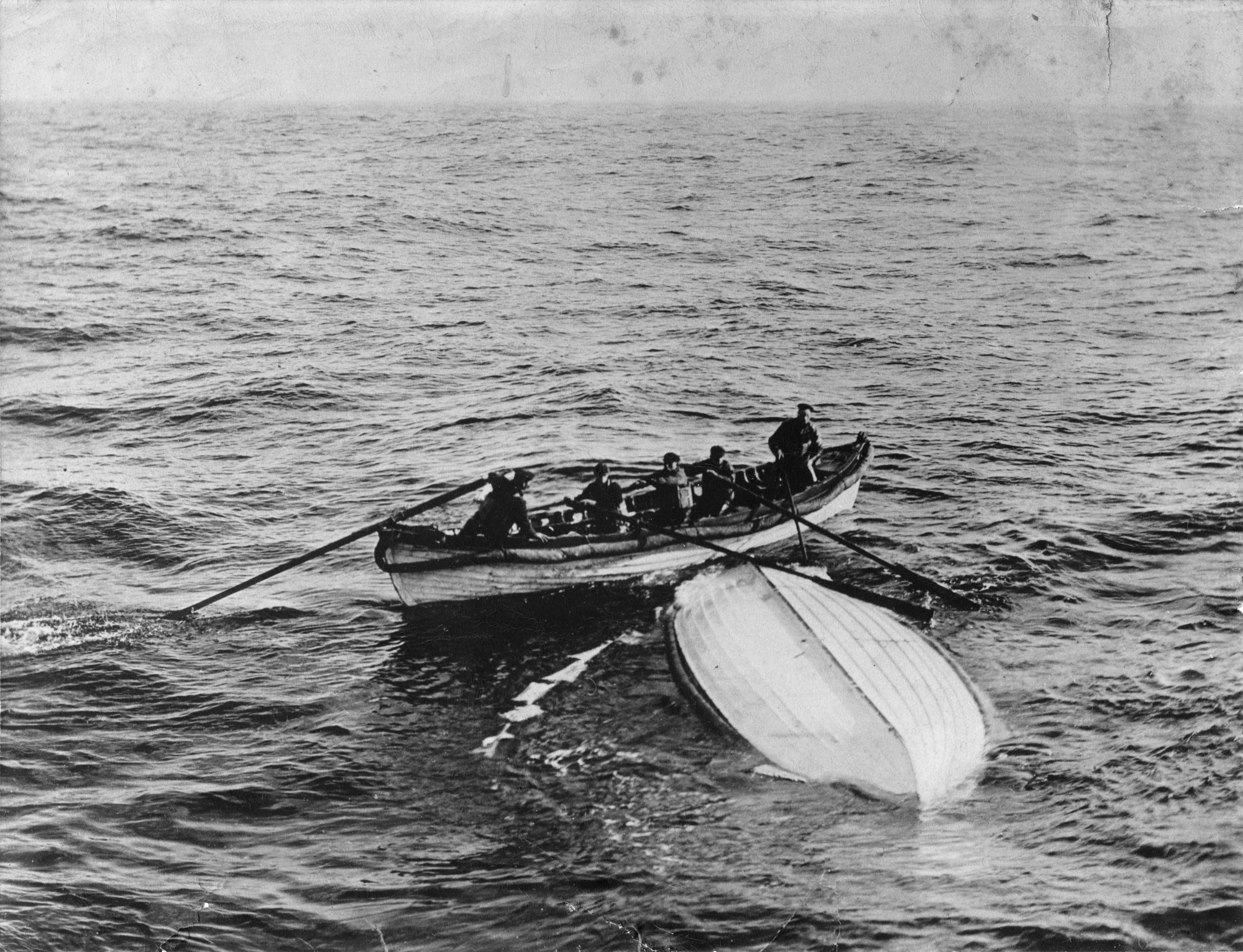
後日の遺体回収作業で発見された上下逆さまのまま浮き続けるB号ボート

4月15日午前2時20分にタイタニックは完全に沈没した。グレーシーが海面上に顔を出した時にはタイタニックは無くなっていた。ひとまず手近にあった木片にしがみついたが、逆さまになっているB号ボートを発見したので、そちらへ向かって泳ぎ、その上に乗ることに成功した。彼は最初にB号ボートの上に乗った層の一人だった。B号ボートの上に乗る人々の数がある程度になると、オールを持っていた者たちは、ボートが沈むのを防ぐために新たにボートにしがみつこうとした者たちを突き落とすようになった。グレーシーはその残酷な光景を見ないようにしていたという。
その後、明け方までB号ボートは上下逆さまのままグレーシーら30人ほどがキールの上に昇って浮き続けた。彼らはバランスが崩れないように二等航海士チャールズ・ライトラーの指揮のもと中心線の両側に二列前向きに並んで、波でボートが揺れる都度、左に寄ったり右に寄ったりした。しかし冷たい海中に落ちて身体が冷え切っていた彼らがボートの安定を保つためにずっと動いていなければならないというのは体力的に厳しく、またボートのエアポケットの空気が漏れるにしたがって徐々に波が足を浸すようになったため、限界に達した者が一人、また一人と崩れ落ちて海に落ちていった。54歳のグレーシーも体力的に厳しいものがあった。髪が凍り付いていたため、毛皮帽をかぶっている隣の男に「しばらくの間帽子を貸してもらえないか」と頼んだが、「その間俺はどうすればいいんだ？」とそっけなく断わられたという。
明け方まで耐え、明るくなってくると他のボートを発見したため、ライトラーが笛を吹いて助けを求めた。それを聞いて12号ボートと4号ボートが駆けつけてきたのでグレーシーら生き残っていた者たちはそれに移った。グレーシーが乗った12号ボートは、午前8時30分頃にカルパチア号に救出された。

### 生還後から死去まで
生還を果たしたものの、冷水に長く浸かっていたため、後遺症に苦しむことになった。1912年末までに『タイタニックについての真実』("The Truth About The Titanic")を著したが、直後の12月4日に後遺症が原因で死去した。『タイタニックについての真実』はその数か月後に出版された。

## 人物
彼の著作『タイタニックについての真実』("The Truth About The Titanic")の善悪の描写は、当時の米英社会の主流の考え方が反映されている。すなわちアングロサクソン族は勇敢にふるまい、それ以外の民族は卑怯にふるまったという見方である。グレーシーは同書の中で次のように書ている。「この過酷極まる試練の時に、この上なく素晴らしい自制心を発揮してくれた我がアングロサクソン族を誇りに思った」。